# غلامحسین بیگدلی
غلامحسین بیگدلی (زاده ۲۴ اسفند ۱۲۹۷ شهرستان خدابنده، استان زنجان – درگذشته ۲۵ مرداد ۱۳۷۷ کرج) شاعر، استاد، ادیب، خوشنویس و پژوهشگر معاصر ایران بود.

## زندگی
غلامحسین بیگدلی در سال ۱۲۹۷ هجری خورشیدی در روستای دوراخلو در استان زنجان به دنیا آمد.
خانواده او از اخلاف ایل بیگدلی بودند که در دربار صفوی در مناصب نظامی خدمت می‌کردند. او در دبستان، دبیرستان و دانشکده نظام تحصیل کرد. در سال ۱۳۲۰ از دانشکده نظام فارغ‌التحصیل شد و به خدمت در لشکر دوم ارتش مشغول گردید. مدتی به عنوان محافظ اشرف پهلوی انتخاب شد.
غلامحسین بیگدلی در سال ۱۳۲۱ به حزب توده گرایش پیدا کرد. پس از قیام افسران خراسان در سال ۱۳۲۴ به جرم عضویت در حزب توده دستگیر و به زندان شیراز و کرمان منتقل شد. پس از آزادی از زندان و با تشکیل فرقه دموکرات آذربایجان در شهریور ۱۳۲۴ افسران باقی‌مانده از قیام خراسان و تعدادی دیگر از افسران سازمان نظامی حزب توده ایران برای آموزش نظامیان به فرقه دموکرات آذربایجان پیوستند. پس از فروپاشی حکومت ملی آذربایجان در سال ۱۳۲۵، رژیم شاه بسیاری از افسران دستگیرشده را اعدام کرد در حالی که تعدادی نیز همراه با سایر نیروهای فرقه دموکرات آذربایجان به شوروی پناهنده شدند. بیگدلی نیز همراه سایر افسران و افراد خانواده‌اش به شوروی گریخت. در آنجا با شرایط دشوار معیشتی روبرو شد. مکاتبات اعتراض آمیزی را آغاز کرد که منجر به محکومیتش به اتهام جاسوسی شد. او مورد شکنجه قرار گرفت و پس از ده ماه حبس، طی محاکمه‌ای غیابی به ۲۵ سال زندان با اعمال شاقه و ۵ سال آزادی بدون بهره‌گیری از حقوق اجتماعی محکوم شد.
غلامحسین بیگدلی در کتاب از کاخ‌های شاه تا زندان‌های سیبری خط سیر خود را در مدت هفت سال دوری از خانواده چنین بیان می‌کند که پس از صدور حکم تبعید او را با خودروهایی سیاه رنگ که کلاغ سیاه نام داشت بدون اجازه ملاقات با خانواده به ایستگاه راه‌آهن برده و از آنجا به همراه دیگر زندانیان با قطار به اردوگاهی در شهر راستف-ان-دون یکی از شهرهای اوکراین در کنار دریای سیاه منتقل نمودند. پس از چندی که تعداد زندانیان قابل توجه شد شروع حرکت دوازده هزار کیلومتری وی به منطقه ولادی وستوک (Vladivostok) در شرق دور آغاز شد. او را با قطار از طریق مسکو و سپس شهرهای Novosibirsk , Chita ,Komsomolsk به Vanino رساندند و سپس از Vanino توسط کشتی به با وضعیت بسیار وحشتناک در کشتی‌سوار نموده و به منطقه سردسیر ماگادان (Magadan) منتقل نمودند. غلامحسین بیگدلی در این کتاب از افرادی که طاقت این سفر طولانی را نداشته و در مکانهای مختلف جان خود را از دست داده‌اند تعریف می‌نماید. پس از رسیدن به ماگادان با توجه به نوع محکومیت، سن زندانی، قدرت بدنی و موارد دیگر ایشان را به معادن مختلف می‌فرستند. غلامحسین بیگدلی را از ماگادان به سمت دهکده آرکاگالا (Arkagala) که معدن زغال سنگ بود تبعید می‌کنند. او مدت یکسال و نیم در این معدن کار سخت و طاقت فرسا انجام می‌دهد و سپس وی را به معدن طلا نِر (Nere) منتقل می‌کنند او بیش از دو سال در این اردوگاه مشغول بکار بود و سپس او را به شمالی‌ترین منطقه نزدیک اقیانوس منجمد شمالی، دهکده آلیسکیتوا (Alyaskitovyy) جهت کار در معادن ولفرامید و اورانیوم تبعید می‌کنند. وی تا روز آخر تبعیدش در این اردوگاه مشغول بکار بود.
با مرگ استالین پس از نزدیک به هشت سال تحمل شرایط طاقت فرسا، از زندان آزاد شد و توانست در شرایط معمولی به تحصیل و زندگی بپردازد.

## زندگی علمی
بیگدلی پس از آزادی از زندان زندگی علمی خود را آغاز کرد. او در مدت اقامت در باکو در رشته زبان‌شناسی تحصیل و در سال ۱۹۶۹ مدرک دکترای علوم در رشته زبان‌شناسی را از آکادمی علوم اجتماعی، دانشکده زبان و ادبیات نظامی گنجوی دریافت کرد.
غلامحسین بیگدلی ۲۰ عنوان کتاب به زبان‌های فارسی، ترکی و روسی نگاشته و در سمپوزیوم‌ها و کنفرانس‌ها در مورد ادبیات ایران سخنرانی کرده و همچنین اشعار بسیاری به زبان فارسی و ترکی سروده‌است که مجموعه اشعاراو در سال ۱۳۸۱ در دیوان بیگدلی چاپ شده‌است. نامه روح‌الله خمینی به میخائیل گورباچف توسط او به زبان روسی ترجمه گردیده‌است.
بیگدلی در بیست و پنجم مرداد ۱۳۷۷ هجری شمسی بر اثر حمله قلبی درگذشت و در امامزاده طاهر (کرج) به خاک سپرده شد.

## گاهشمار

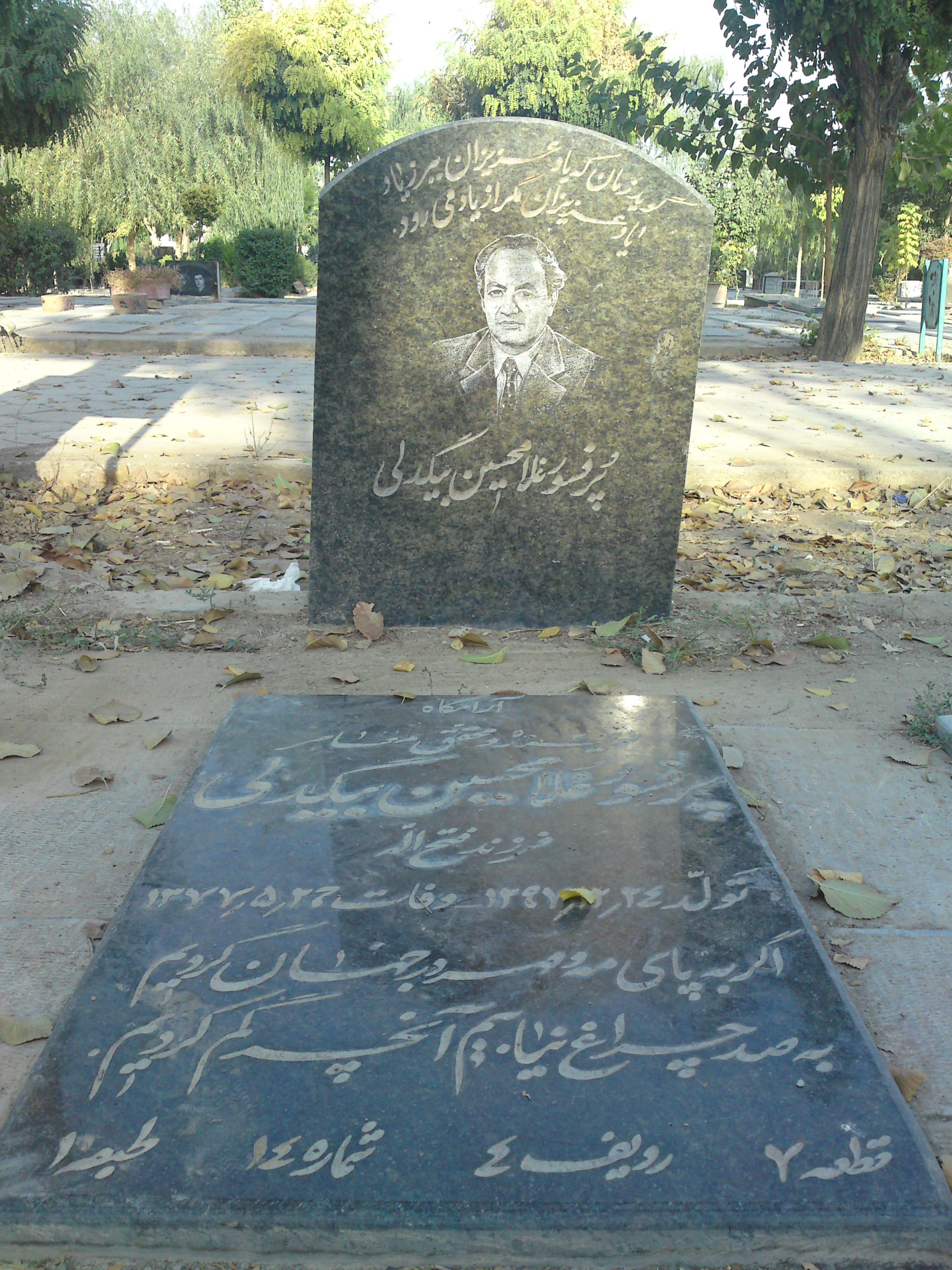
آرامگاه غلامحسین بیگدلی

- ۱۲۹۷ خورشیدی (۲۴ اسفند) - تولد در روستای دوراخلو، بخش بزینه رود، شهرستان خدابنده، استان زنجان، ایران
- ۱۳۰۵ خورشیدی (۱ مهر) - شروع کلاس تهیه (آمادگی)
- ۱۳۰۸ خورشیدی (۱ فروردین) - اولین دیدار حضوری با پهلوی اول به همراه یدالله خان اسلحه‌دارباشی
- ۱۳۱۲ خورشیدی (۳۱ خرداد) - پایان دبستان نظام و اخذ رتبه اول[۵]
- ۱۳۱۲ خورشیدی (شهریور) - دریافت دیپلم دبستان نظام و یک جلد شاهنامه نوبخت از دست پهلوی اول
- ۱۳۱۲ خورشیدی (۱ مهر) - شروع دبیرستان نظام
- ۱۳۲۰ خورشیدی (شهریور) - دریافت درجه ستوان دومی
- ۱۳۲۰ خورشیدی (شهریور) - آخرین ملاقات با پهلوی اول در زمان برگشت از اصفهان
- ۱۳۲۲ خورشیدی - تولد فرزنداول، دکتر جمشید بیگدلی
- ۱۳۲۲ خورشیدی (پائیز) - ورود رسمی به تشکیلات افسری حزب توده ایران با معرفی علی‌نقی حکمی و علی‌اکبر اسکندانی
- ۱۳۲۴ خورشیدی (۲۵ مرداد) - دستگیری در تهران و زندانی شدن در پادگان جمشیدیه (دژبان مرکز)
- ۱۳۲۴ خورشیدی (۲۶ مرداد) - تبعید به شیراز و از آنجا به کرمان، دستور اعدام ایشان صادر و در همان روز لغو شد
- ۱۳۲۴ خورشیدی (بهمن) - آزادی از زندان با وساطت یدالله خان اسلحه‌دارباشی
- ۱۳۲۴ خورشیدی (۱۰ اسفند) - شرکت در جنگ ورشان و زواجر و شکست متجاسران
- ۱۳۲۵ خورشیدی (۵ فروردین) - شکست در دفاع از قیدار و عقب‌نشینی
- ۱۳۲۵ خورشیدی (۱۳ فروردین) - آغاز برنامه خروج از ایران (حرکت از همدان به ابهر)
- ۱۳۲۵ خورشیدی (۱۵ فروردین) - انتقال خانواده از تهران به زنجان و دیدار با آنها در زنجان، اولین دیدار با غلام یحیی پیشه‌وری
- ۱۳۲۵ خورشیدی (۱۶ فروردین) - حرکت از زنجان به تیریز
- ۱۳۲۵ خورشیدی (۱۵ اردیبهشت) - اشتغال در اداره بازرسی وزارت کشور
- ۱۳۲۵ خورشیدی (۱ تیر) - اشتغال در ارتش خلق قشونلاری، دریافت درجه سلطانی (سروانی)، فرمانده گردان تیرانداز هشت (تاپور نشانچی هشت)،
- ۱۳۲۵ خورشیدی - ارسال گزارش دکتر نصرت‌الله جهانشاهلو و دستگیری و صدور حکم اعدام، لغو اعدام با میانجیگری ژنرال پناهیان، اشتغال به عنوان معاونت فرماندهی آموزشگاه افسری
- ۱۳۲۵ خورشیدی (۲۱ آذر) - خروج از ایران (مرز جلفا) به همراه همسر و پسر، اسکان در شهر نخجوان
- ۱۳۲۵ خورشیدی (۲۴ آذر) - انتقال به سافخوز در بخش اژدانف جمهوری آذربایجان شوروی
- ۱۳۲۶ خورشیدی (اردیبهشت) - تولد فرزند دوم، دکتر مهشید بیگدلی
- ۱۳۲۶ خورشیدی (آخر اردیبهشت) - انتقال به باکو و اسکان در بیزانه
- ۱۳۲۶ خورشیدی (۱ مهر) - شروع به تحصیل در مدرسه عالی حزبی
- ۱۳۲۷ خورشیدی (۱۱ مهر) - دستور احضار توسط کا گ ب به شعبه اُ.و.ی. ر و بازداشت در زندان انفرادی
- ۱۳۲۸ خورشیدی - محکومیت به جرم جاسوسی برای ایران و ۲۵ سال حبس با اعمال شاقه در سیبری و عدم حق مکاتبه و ۵ سال بعد نیز محروم از حقوق اجتماعی
- ۱۳۲۹ خورشیدی (زمستان) - کار در معادن طلای نر
- ۱۳۳۳ خورشیدی (۲۹ آذر) - پایان تبعید
- ۱۳۳۳ خورشیدی (۱۲ دی) - ورود به ولادی وستوک (ساعت ۱۰ صبح)
- ۱۳۴۷ خورشیدی، ۱۹۶۹ میلادی - دریافت دکترای علوم در رشته زبان‌شناسی از آکادمی علوم اجتماعی، دانشکده زبان و ادبیات نظامی گنجوی
- ۱۳۴۹ خورشیدی (تابستان) - شرکت در همایش شرق‌شناسی در تاجیکستان
- ۱۳۵۸ خورشیدی (۱۷ مرداد) - ورود به ایران
- ۱۳۷۷ خورشیدی (۲۵ مرداد) - درگذشت در کرج، مهرویلا، بلوار انوشیروان

## تالیفات
- گذر عمر
- کهلیه سلام (سلام بر کهلا)
- ۱۳۶۷ خورشیدی - تاریخ بیگدلی (مدارک و اسناد)، تهران: انتشارات بوعلی
- ۱۳۶۹ خورشیدی - چهره اسکندر در شاهنامه فردوسی و اسکندرنامه نظامی، تهران: انتشارات آفرینش
- ۱۳۷۲ خورشیدی - تاریخ بیگدلی-شاملو (جلد اول و دوم)، تهران: انتشارات فتحی
- ۱۳۷۴ خورشیدی - تاریخ بیگدلی-شاملو (جلد سوم)، تهران: انتشارات آفرینش
- ۱۳۸۰ خورشیدی - دیوان بیگدلی، تهران: نشر ثالث
- ۱۳۸۸ خورشیدی - از کاخ‌های شاه تا زندان‌های سیبری، تهران: سازمان اسناد و کتابخانه ملی ایران

## گردآوری
- ۱۳۶۶ خورشیدی - دیوان لطفعلی بیک آذر بیگدلی، تهران: سازمان انتشارات جاویدان
- ۱۳۶۸ خورشیدی - دیوان حاج محمد صادق خان بیگدلی شاملو <حصاری>، تهران: انتشارات فتحی
- ۱۳۷۳ خورشیدی - جمشید و خورشید، تألیف مستور بیگدلی، تهران: دکتر غلامحسین بیگدلی